# Album amicorum van Homme van Harinxma sr
Het Album amicorum van Homme van Harinxma sr is een zestiende-eeuws album amicorum (vriendenboek) van de Friese jurist, Homme van Harinxma Thoe Slooten sr. (1563 - 1604). Er zijn in de boedel van de voorname familie van Harinxma thoe Slooten elf alba bewaard gebleven. Deze alba, die in de collectie van de Koninklijke Bibliotheek worden bewaard, bevatten een schat aan wapenschilderingen en andere illustraties uit de zestiende en de zeventiende eeuw die deels door lokale Friese kunstenaars zijn vervaardigd. Het album amicorum van Homme van Harinxma sr is bekend onder signatuur 79 J 45.
Dit album is een met blanco bladen doorschoten exemplaar van een gedrukt werk, de 'Nieuwe Livische Figuren'. Dit rijk geïllustreerde werk vertelt de geschiedenis van het Romeinse rijk waarbij de begeleidende gedichten bezitter en bijdrager wijze levenslessen voorhielden. Homme sr. kreeg het album toen hij met zijn broer Ernst in Leiden ging studeren. Hoewel het rijtje plaatsen waar inscripties zijn geschreven zich niet tot die stad beperkt, is het een typisch Leids studentenalbum geworden waarin naast de gebruikelijke opeenhoping van (adellijke) medestudenten een fraaie reeks prominente Leidse geleerden zijn te vinden: Justus Lipsius, Bonaventura Vulcanius en Gerardus Bontius. Opvallend in het album is de inscriptie van de befaamde academiedrukker Christoffel Plantijn. Dat ook hij voor een albumbijdrage werd benaderd is een sprekend bewijs van zijn integratie in de Leidse geleerdenwereld. Bijzonder is ook de inscriptie van Janus Gruterus, die in een Nederlandstalig sonnet zijn verbondenheid met Homme bezingt. Er waren toen in Nederland nog maar weinig dichters die zich toentertijd op die moeilijke - uit Italië (Petrarca) geïmporteerde - dichtvorm toelegden.
Een andere opvallende bijdrage is die van J.W. Velsius. De door hem opgestelde geboortehoroscoop is zo gedetailleerd dat zelfs het geboorte-uur van Homme kan worden uitgerekend: 16 augustus 1663 om 22.30 uur.

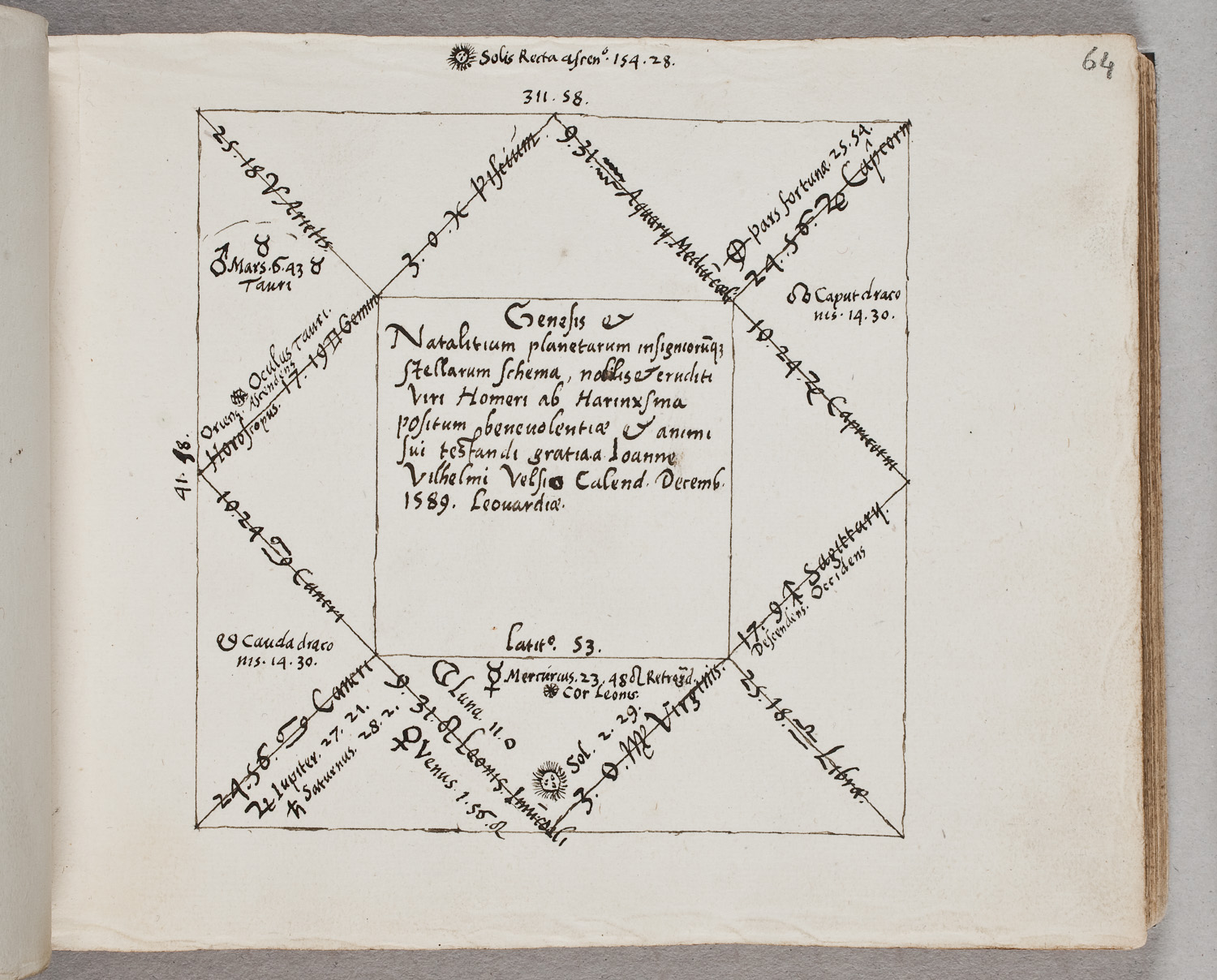
Genesis
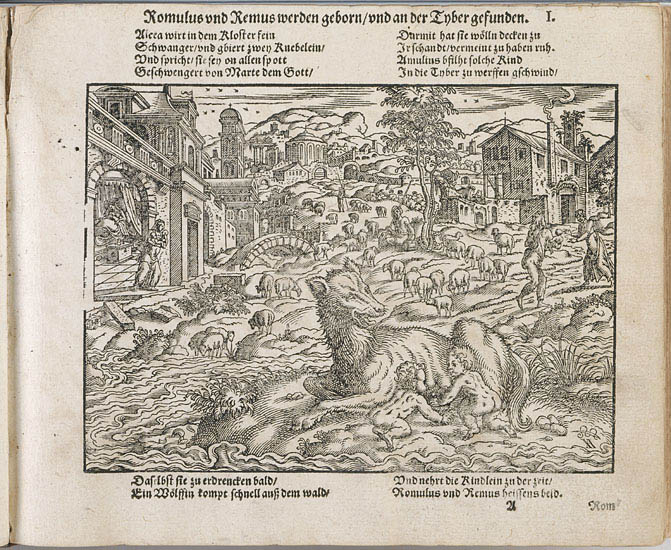
Romulus en Remus
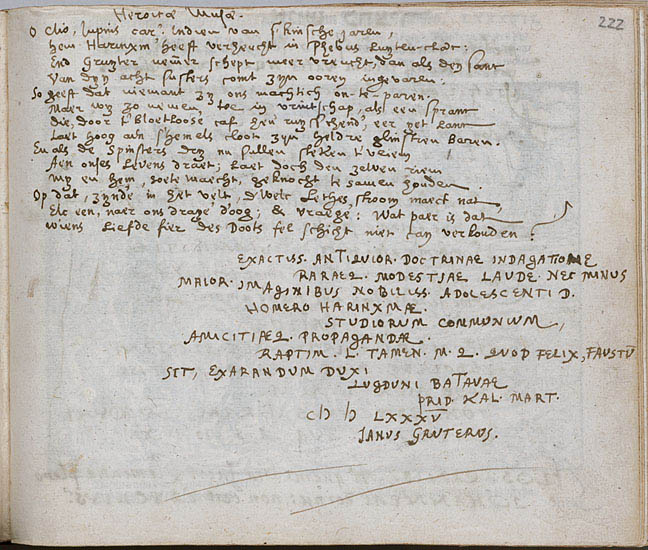
Janus Gruterus
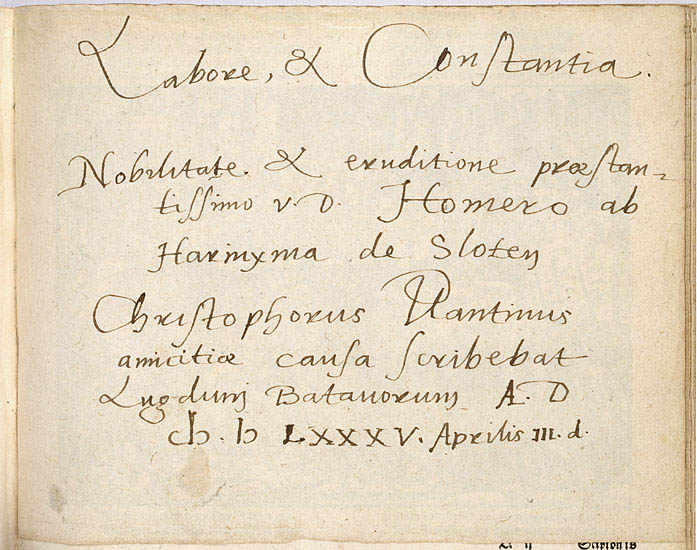
Motto van Plantijn
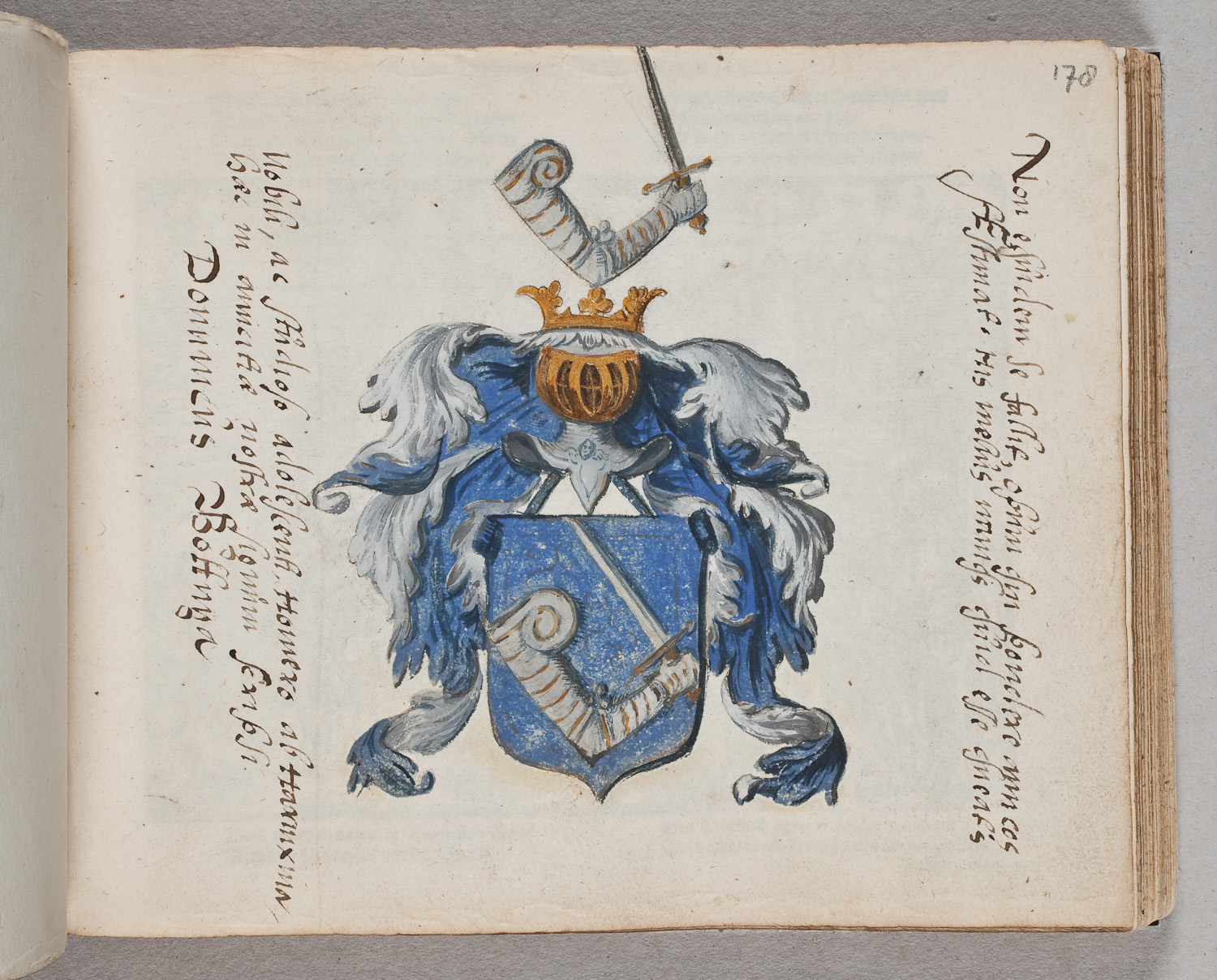
Wapen van Botnia